# Álvaro de Zúñiga y Guzmán
Álvaro de Zúñiga y Guzmán, también de Estúñiga, de Stúñiga o de Stunica (Encinas, Provincia de Valladolid, circa 1410 - Béjar, Provincia de Salamanca, 10 de junio de 1488) fue tronco de la casa de Zúñiga, justicia mayor de Castilla y alguacil mayor de Castilla. 
Primer caballero del reino, declarado por el rey Enrique IV el 3 de mayo de 1464, alcaide de la fortaleza de Burgos, administrador del maestrazgo de la Orden de Alcántara, segundo conde de Plasencia, primer duque de Arévalo en 1469 por merced del rey de Castilla, Enrique IV, revertido a la corona de Castilla por los Reyes Católicos y creado I duque de Plasencia en 1480, I conde de Bañares y I duque de Béjar, otorgados por la reina Isabel I en 1485, ricohombre de Castilla, señor de Zúñiga y Mendavia en Navarra, y de Béjar y Bañares, en Castilla y, por herencia de su madre Isabel de Guzmán y Ayala, VIII señor de Gibraleón.

## Orígenes familiares
Sus padres fueron Pedro de Zúñiga, justicia mayor y alguacil mayor del rey, primer conde de Ledesma y primer conde de Plasencia, segundo señor de Béjar, primer señor de Miranda del Castañar, Candeleda, Olvera, Puebla de Santiago y otras villas, y su esposa Isabel de Guzmán, tercera señora de Gibraleón e hija de Álvar Pérez de Guzmán, segundo señor de Gibraleón, y de su esposa Elvira de Ayala.

## Matrimonios y descendencia
Álvaro tuvo dos matrimonios. Se casó en 1429 con Leonor Manrique de Lara y Castilla, hija de Pedro Manrique de Lara y Mendoza, adelantado mayor de Castilla y señor de Amusco. El matrimonio fue concertado en enero de 1428 por los dos padres, Pedro de Zúñiga y Pedro Manrique, para unir la amistad de estas dos casas poderosas. De este primer matrimonio de Álvaro nacieron nueve hijos: 
- Pedro, su primogénito, II conde de Bañares, I conde de Ayamonte
- Diego, prior de San Marcos en León de la Orden de Santiago
- Álvaro, prior de San Juan de Jerusalén, hoy Orden de Malta
- Íñigo, fallecido muy temprano
- Francisco, señor de Mirabel y Berantevilla, progenitor del primer marqués de Mirabel.[2]
- Fadrique, obispo de Osma
- Leonor, casada con Juan de Luna y Pimentel, II conde de San Esteban de Gormaz, y viuda con Fernando Álvarez de Toledo y Herrera, IV señor de Oropesa
- Elvira, casada con Alonso de Sotomayor, hijo del maestre de la Orden de Alcántara Gutierre de Sotomayor, padres de Gutierre Alonso de Sotomayor, I conde de Belalcázar
- Juana, abadesa en el Real Monasterio de la Consolación (Calabazanos) fundado por su abuela Leonor de Castilla.

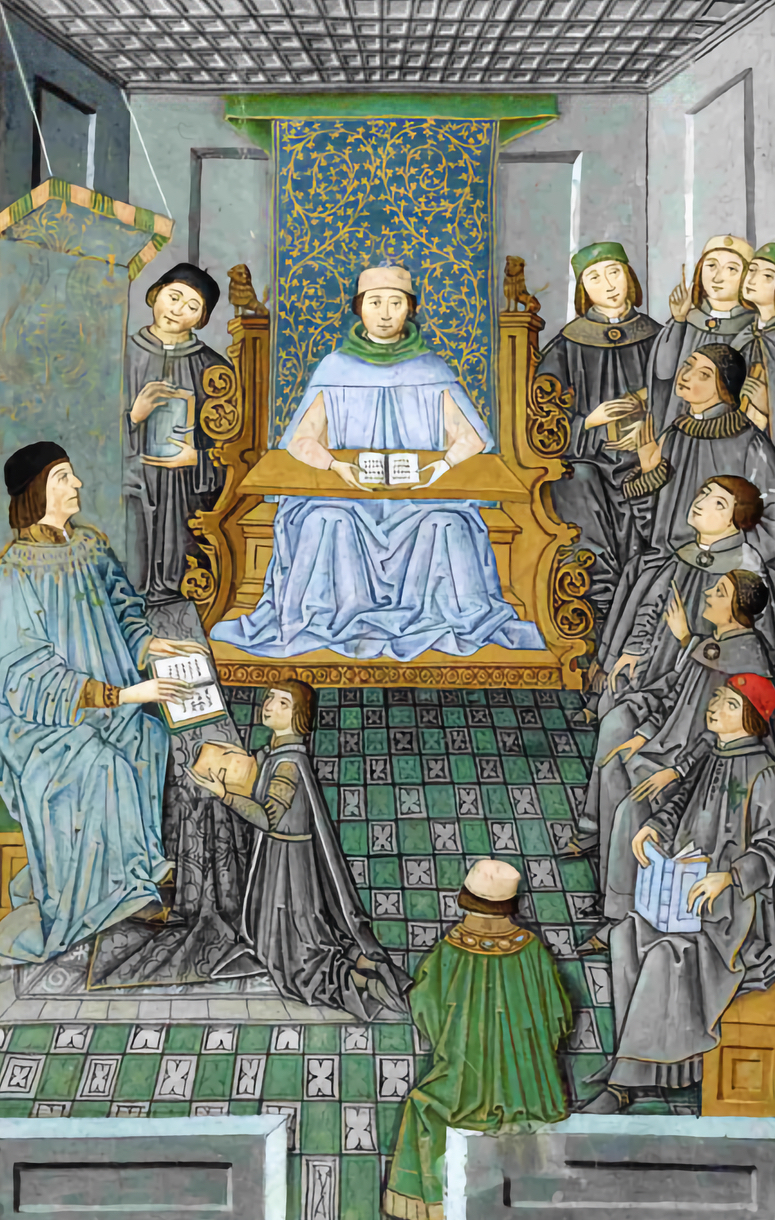
Antonio de Nebrija impartiendo una clase de gramática en presencia de Juan de Zúñiga y Pimentel, hijo de Álvaro de Zúñiga y Guzmán. Introductiones Latinae, 1486. Biblioteca Nacional. Madrid.

Viudo Álvaro, se casó en 1458 con dispensa por bula del papa Pío II y provisión real del rey Enrique IV con su sobrina, Leonor Pimentel y Zúñiga, hija de su hermana Elvira con Juan Alonso Pimentel, conde de Mayorga. Con su segunda esposa y sobrina, Álvaro tuvo cuatro hijos:
- Juan de Zúñiga y Pimentel, maestre de la Orden de Alcántara, arzobispo de Sevilla, primado de España. Conocido humanista, se rodeó de una corte humanística de sabios.
- Fernando, prior..
- María, señora de Burguillos, casada con su sobrino, Álvaro de Zúñiga y Pérez de Guzmán, II duque de Béjar, conde de Bañares, marqués de Gibraleón
- Isabel de Zúñiga y Pimentel, casada con Fadrique Álvarez de Toledo y Enríquez, primogénito del I duque de Alba, García Álvarez de Toledo y Carrillo de Toledo y de su esposa María Enríquez.[4]

La duquesa Leonor falleció en Béjar, Salamanca, el 31 de marzo de 1486.

## Al servicio del rey Juan II de Castilla
Álvaro de Zúñiga y Guzmán, primogénito de Pedro de Zúñiga y Leiva, I conde de Plasencia, fue en su niñez doncel del rey Juan II de Castilla y en su juventud colaborador de su padre en la lucha contra Álvaro de Luna, condestable de Castilla y válido del rey Juan II, quien ejercía un desbordante poder. El rey Juan II nombra Álvaro por cédula real del 22 de mayo de 1430 alguacil mayor de Castilla. Por pleito homenaje del 9 de septiembre de 1433 se comprometen Pedro, conde de Plasencia, su padre y Álvaro en unión de los Velasco a trabajar para poner al rey don Juan II en su verdadera libertad. Álvaro de Luna ordena en febrero de 1437 la prisión del adelantado Pedro Manrique de Lara, quién ocupaba desde el año 1430 el segundo puesto en el consejo real. Pedro Manrique de Lara fue capturado el 13 de agosto de 1437. Con la ayuda de Álvaro de Zúñiga logró Pedro Manrique su fuga en la noche del 20 al 21 de agosto de 1438.
El válido Álvaro de Luna suscitó a la Casa de Zúñiga un terrible rival al elevar en 1439 al condado de Alba de Tormes a Hernán Álvarez de Toledo. Los Zúñiga y los Álvarez de Toledo empiezan una lucha enconada por el control de Salamanca. Algunas ciudades como Cáceres y Trujillo opusieron resistencia armada a los intentos de convertirlas de reales en señoriales. Trujillo fue ofrecida a Pedro de Zúñiga a cambio de Ledesma. Con Béjar y Plasencia la Casa de Zúñiga orientó su política definitivamente al control de Extremadura desde 1440.
Álvaro de Zúñiga, junto con su padre, Pedro de Zúñiga, Pedro Manrique y el II almirante de Castilla, Fadrique Enríquez, preparan la rebelión de la liga de la nobleza contra el válido, Álvaro de Luna. La liga nobiliaria, compuesta por Pedro de Zúñiga, conde de Ledesma, Pedro de Castilla, obispo de Osma, Sancho de Rojas, obispo de Astorga, Luis de la Cerda, conde de Medellín, y otros presta juramento fechado el 19 de junio de 1439 de aceptar la mediación del rey de Navarra Juan II y del Infante Enrique, para que cesasen los disturbios del reino. El 21 de septiembre de 1443 firman el pacto de confederación Pedro de Zúñiga, conde de Plasencia, Álvaro de Zúñiga, el Conde de Haro y su hijo Pedro Fernández de Velasco, para librar al rey Juan II de la opresión en que se hallaba, prometiéndole ayuda mutua hasta ver al rey libre y apaciguado el reino. Su padre Pedro, conde de Plasencia, por carta notarial del 1 de diciembre de 1450, renuncia a la alcaldía mayor de Sevilla a favor de su hijo Álvaro.
A principios de 1453 el rey Juan II, convencido por la reina, estaba dispuesto a eliminar su válido por medio de su rey de armas, Diego López de Zúñiga y Navarra, señor del Clavijo, pariente del conde de Plasencia. La reina obtuvo del rey un documento legalizando la rebeldía del conde de Plasencia y autorizando la prisión del válido Álvaro de Luna. Pedro de Zúñiga, conde de Plasencia, hace que su hijo Álvaro se establezca con sus tropas en Curiel antes del 30 de marzo de 1453. El válido Álvaro de Luna quiso impedir el movimiento apoderándose de Béjar, donde Pedro de Zúñiga se había fortificado, pero la acción fracasó, porque uno de sus fieles, Alonso Pérez de Vivero, comunicó los planes del válido al conde de Plasencia. El válido hizo asesinar en Burgos a Alonso Pérez de Vivero el 1 de abril de 1453, quién lo había traicionado.
Álvaro de Zúñiga es insinuado en nombre del rey que acuda a Burgos. En la noche del 1 al 2 de abril Álvaro de Zúñiga y sus soldados entraron en el castillo de Burgos. El rey Juan II, torturado por dudas y vacilaciones, le envió de su mano cuatro cartas, la última del 3 de abril y la siguiente cédula el día 4 de abril: “Don Álvaro de Stunica, mi Alguacil Mayor: Yo vos mando que prendáis el cuerpo a don Álvaro de Luna, maestre de Santiago, y, si se defendiere, que lo matéis”.
En el amanecer del 4 de abril de 1453 Álvaro de Zúñiga, con la orden en una manopla, descendió del castillo a la posada de Álvaro de Luna, que era la casa de Pedro de Cartagena. Los servidores del válido se defendieron a flechazos durante 3 horas. Al fin el válido y sus partidarios acabaron por rendirse. El válido es encarcelado en la fortaleza de Portillo, bajo la custodia de Diego López de Zúñiga y Navarra. El rey Juan II designa a 10 legistas para el proceso del válido. Los jueces se ponen de acuerdo sobre la pena de muerte del válido, pero que la pena sea aplicada por mandato y no por sentencia. La orden de ejecución fue recibida en Portillo el 31 de mayo de 1453. Álvaro de Luna es trasladado a Valladolid al día siguiente, donde pasa la noche en una de las casas del conde de Plasencia, Pedro de Zúñiga, en la antigua calle de Francos. Álvaro de Luna conservó una serenidad elegante y soberbia en camino al cadalso. Fue decapitado, en la plaza mayor de Valladolid el 3 de junio de 1453. Los Zúñiga sustituyeron a Álvaro de Luna en la privanza y en el favor real de Juan II.
Álvaro de Zúñiga a la muerte de su padre en julio de 1453 toma posesión de Plasencia por escritura del 15 de agosto de 1453 y viene a ser II conde de Plasencia, hereda los señoríos de Zúñiga y Mendavía en Navarra, Béjar y Bañares en Castilla, asume a ser el jefe de la liga de la nobleza, además hereda el oficio de justicia mayor y alguacil mayor de Castilla.

## Al servicio del rey Enrique IV de Castilla
El rey Juan II de Castilla muere en Valladolid el 21 de julio de 1454. El príncipe de Asturias de 29 años de edad es proclamado rey de Castilla, como Enrique IV, el 23 de julio de 1454 en Valladolid. Su reinado comenzó en concordia con los nobles. Fue su primer válido Juan Pacheco, I marqués de Villena, quien se educó y crio en el palacio real, compañero desde su niñez del rey Enrique IV. El rey Enrique IV, casado con la princesa Blanca de Navarra en 1440, se divorcia de ella debido a su impotencia y conocida homosexualidad y acepta la sentencia el 27 de julio de 1453. La princesa Blanca era la hija del rey Juan II de Navarra y Aragón. El rey Enrique IV, llamado ahora “el Impotente” se casa el 20 de mayo de 1455 con la princesa Juana, hermana del rey de Portugal, Alfonso V.
El rey de Castilla, Enrique IV, decide en 1455 continuar con la guerra de Granada y de este modo sosegar a la nobleza castellana en su inquieta belicosidad. Álvaro de Zúñiga, conde de Plasencia, acude con su hueste de Plasencia. Las incursiones duran varios años. En el verano de 1458 la reina Juana y sus damas participan en las operaciones militares como de espectadoras de una fiesta.
Después de las conferencias de Alfaro entre los reyes Enrique IV de Castilla y Juan II de Navarra y Aragón, en mayo de 1457, el válido Juan Pacheco, marqués de Villena, beneficiado por los acuerdos tomados, reduce la liga nobiliaria a la impotencia, entronizando en el nuevo gobierno a sus miembros más destacados. Los miembros del nuevo gobierno dirigido por el válido son: su hermano Pedro Girón, maestre de la Orden de Calatrava, el contador Diego Arias, el arzobispo de Sevilla, Alfonso de Fonseca, el conde de Plasencia, Álvaro de Zúñiga, y el conde de Alba, Hernán Álvarez de Toledo. El rey Enrique IV nombra a Miguel Lucas de Iranzo condestable de Castilla el 25 de marzo de 1458.
Las relaciones de Álvaro de Zúñiga, conde de Plasencia, con el rey Enrique IV y con el válido Juan Pacheco, marqués de Villena, fueron en estos años del 1458 al 1464 firmes y cordiales. Álvaro de Zúñiga, II conde de Plasencia, deseaba casarse a la muerte de su primera esposa, Leonor Manrique de Lara y Castilla, con su ahijada y sobrina Leonor Pimentel y Zúñiga, hija de Juan Alonso Pimentel, conde de Mayorga, y de su hermana Elvira, moza de linda presencia, pese a la gran diferencia de edad, él de 49 y ella de 16 años, y próxima consanguinidad. El papa Calixto III negó la dispensa necesaria. El papa Pio II sucesor de Calixto III concedió la dispensa. El rey Enrique IV autorizó el matrimonio y declaró el 18 de marzo de 1461, que éste había sido verificado por su mandato.

### La Liga Nobiliaria
Los principales miembros de la aristocracia, entre ellos el conde de Plasencia, se reúnen en Alcalá de Henares y constituyen una liga para el "Bien del Reino” y el "Reconocimiento del príncipe Alfonso", hermanastro del rey Enrique IV, como "príncipe de Asturias y sucesor". El rey de Navarra y Aragón, Juan II, se adhirió a la liga el 4 de abril de 1460. Por real cédula del príncipe de Asturias Alfonso del 13 de abril de 1460, le hace merced a Álvaro de Zúñiga, conde de Plasencia, de la villa de Trujillo, Cáceres, teniendo en cuenta los servicios prestados. Los miembros de la Liga, reunidos en Yépez en febrero de 1461, redactan un programa político de cuatro puntos. Entre ellos piden respetar el privilegio de los nobles y el juramento de Alfonso como príncipe de Asturias, heredero del trono de Castilla. El rey Enrique IV aceptó y firmó el 26 de agosto de 1461 un acuerdo conjunto con la liga. La grandeza quedó satisfecha. Ellos deseaban la consagración de la oligarquía y la institución de un gobierno dirigido por un equipo nobiliario.
El día 28 de febrero de 1462 la reina Juana dio a luz a su hija Juana. Quién fue bautizada y su madrina fue la princesa Isabel, la futura reina Isabel I “la Católica”, hermana de Alfonso y hermanastra del rey Enrique IV. Las cortes en su reunión del 9 de mayo de 1462 prestaron el acostumbrado juramento a la infanta Juana. El rey Enrique IV anunció el 20 de mayo de 1462 a todo el reino que a falta de hijos varones Juana sería su heredera. Beltrán de la Cueva fue nombrado miembro del consejo del Rey el 20 de febrero de 1462. A principios de 1464 el rey Enrique IV lo nombra su válido. Álvaro de Zúñiga, conde de Plasencia, Enrique de Guzmán, duque de Medina Sidonia, Rodrigo Ponce de León, conde de Arcos y otros nobles caballeros participan con sus huestes en agosto de 1462 en la toma de Gibraltar, que la conquistan el 16 de agosto de 1462.

## Comienzo de la lucha entre la nobleza y la monarquía
En abril de 1464 el Rey Enrique IV se entrevista con el Rey de Portugal, Alfonso V, y acuerda el matrimonio de su hermanastra, la princesa Isabel, con el rey Alfonso V. El rumor propagado por los nobles contrarios al rey, instigados por Juan Pacheco, marqués de Villena atribuye que la niña Juana es fruto del adulterio de la reina Juana con el mayordomo y válido del rey Enrique IV, Beltrán de la Cueva. Desde entonces la princesa niña Juana es conocida como “la Beltraneja”. Enrique IV declara por privilegio de 3 de mayo de 1464 a Álvaro de Zúñiga, conde de Plasencia, Primer Caballero del Reino.
La liga nobiliaria compuesta por Álvaro de Zúñiga, conde de Plasencia, Fadrique Enríquez, almirante de Castilla y conde de Trastámara, Rodrigo Pimentel, conde de Benavente y Garcí Álvarez de Toledo, conde de Alba, se forma el 16 de mayo de 1464 y se compromete defender los derechos del infante Alfonso e impedir que la infanta Isabel se casara sin consentimiento de la liga. El rey Enrique IV responde a este movimiento, dando el maestrazgo de la Orden de Santiago a Beltrán de la Cueva el 24 de mayo de 1464. El marqués de Villena, Juan Pacheco, envía tropas reales para tomar prisionero al arzobispo de Sevilla, Alonso de Fonseca “el Viejo”, quién huye y busca refugio en el castillo de Béjar del conde de Plasencia. Este acto provocó la rebelión abierta de la Casa de Zúñiga. Don Álvaro de Zúñiga, conde de Plasencia, rompe la tregua acordada, moviliza sus fuerzas para dar ayuda al arzobispo y levanta el cerco, que el rey Enrique IV había ordenado establecer en los señoríos de Coca y Alaejos de los Fonseca.
La liga nobiliaria, presidida por el conde de Plasencia, envió emisarios al papa Paulo II en el verano de 1464, para evitar el nombramiento de Beltrán de la Cueva como maestre de la Orden de Santiago, pero el papa se decidió acceder a los deseos del rey Enrique IV y otorgó la bula del maestrazgo en favor de Beltrán de la Cueva.
El conde de Plasencia, el conde de Alba, el marqués de Villena y los Manrique de Lara preparan una entrevista con el rey Enrique IV con el fin de apoderarse de la persona del rey en una tierra quebrada entre San Pedro de la Dueñas y Villacastín, no lejos de Segovia. El rey recibió por un mensajero el 15 de septiembre de 1464 la noticia de la proximidad de las tropas de la nobleza que se hallaba a 30 km de Segovia. Los campesinos de las aldeas vecinas vinieron a defender al rey. La Liga quedó desconcertada por éste fracaso.
El marqués de Villena reúne una magna asamblea en Burgos entre el 26 y el 28 de septiembre de 1464. En ella toman parte Álvaro de Zúñiga, conde de Plasencia, y su hermano Diego López de Zúñiga, conde de Miranda, así como el cabildo de la catedral y del municipio. En esta asamblea estuvieron representados los tres estamentos del reino. En el manifiesto de la junta de Burgos se pedía alejar a Beltrán de la Cueva y se afirmaba, que Juana no era la hija legítima del rey Enrique IV, se exigía el reconocimiento del infante Alfonso como sucesor y que a él se le debería de entregar el maestrazgo de la Orden de Santiago y criarse en casa de los condes de Plasencia. En el pacto del rey Enrique IV con la liga, el rey acordó reconocer a su hermanastro Alfonso como su sucesor a condición, que él contrajese matrimonio con Juana. Beltrán de la Cueva renunció al maestrazgo de la Orden de Santiago en el infante Alfonso el 29 de octubre de 1464.
En la conferencia con el rey Enrique IV, que tuvo lugar entre Cigales y Cabezón del 20 de noviembre al 4 de diciembre de 1464, el infante Alfonso, niño de 11 años, fue jurado sucesor por los nobles presentes a la conferencia y se nombró una comisión de reforma compuesta por dos representantes del rey, Pedro de Velasco y Gonzalo de Saavedra, dos representantes de la nobleza, el conde de Plasencia y el marqués de Villena y un mediador, fray Alonso de Oropesa. Se levantó asiento y se otorgó escritura de lo acordado con fecha del 30 de noviembre de 1464 La comisión de reforma elabora una petición de treinta y nueve capítulos. Decreta el destierro de don Beltrán de la Cueva y sus parciales el 12 de diciembre de 1464. La petición elaborada era una verdadera Carta Magna. De acuerdo a ella, la nobleza recibía un “habeas corpus”. Tan solo con autorización de un comité, compuesto por el marqués de Villena, el conde de Haro, el conde de Plasencia, los arzobispos de Toledo y Sevilla, los procuradores de Toledo, Sevilla y Burgos, podría en adelante el rey reducir a prisión a un noble. El rey Enrique IV anula sus acuerdo de Cigales en febrero de 1465 y prohíbe reconocer al infante Alfonso como heredero de la corona de Castilla.

## Aclamación de Alfonso XII como rey de Castilla
El palacio en Plasencia de Álvaro de Zúñiga, conde de Plasencia, se convirtió desde marzo de 1465 en la corte del futuro rey Alfonso XII. En Plasencia se instaló también el marqués de Villena y la ciudad se convirtió en la plaza de armas de los rebeldes. El príncipe de Asturias Alfonso confirma por real Cédula del 10 de mayo de 1465 al conde de Plasencia la merced de la ciudad de Trujillo, Cáceres, por sus servicios y fidelidad.
El rey Enrique IV envía un ultimátum a la liga desde Salamanca en abril de 1465, exigiendo la devolución del infante Alfonso. En nombre de la liga responden el conde de Plasencia, el conde de Benavente y el maestre de Alcántara reclamando el cumplimiento de los acuerdos de Cigales el 10 de mayo de 1465, en caso contrario despedirse y renunciar a la obediencia que le debían como su rey y señor natural.
El infante Alfonso es aclamado rey de Castilla en Valladolid, como Alfonso XII, por el almirante de Castilla, Fadrique Enríquez. El destronamiento simbólico del rey Enrique IV se llevó a cabo el 5 de junio de 1465. Los nobles se reunieron en Ávila, fuera de las murallas, donde levantaron un tablado de madera. En él colocaron un muñeco vestido de luto, con corona y manto, espada y cetro, representando la persona del rey Enrique IV. Los nobles le leyeron a su soberano y señor la larga lista de sus tremendos crímenes. El arzobispo de Toledo, Carrillo, le quitó la corona, Álvaro de Zúñiga, conde de Plasencia, la espada, Rodrigo Alonso Pimentel, conde de Benavente, el cetro y Diego López de Zúñiga, conde de Miranda, derribó el muñeco a patadas acompañando el gesto con palabras soeces. En el mismo lugar se hizo luego la proclamación de Alfonso XII como rey de Castilla y León. Sirvieron de pajes los mozuelos Juan de Zúñiga y Pimentel y Gonzalo Fernández de Córdova. Álvaro de Zúñiga acompañado de los otros nobles lleva a su nuevo rey a Valladolid.
En esta época Álvaro de Zúñiga, conde de Plasencia, tenía en su poder el semicírculo formado por las ciudades de Ávila a Cáceres y Diego López de Zúñiga, conde de Miranda, Osma. Álvaro de Zúñiga envía a su primogénito, Pedro, con cartas a Juan Ponce de León, conde de Arcos, dónde por primera vez se atribuía a Beltrán de la Cueva la paternidad de la niña Juana. El alcázar de Sevilla y toda Andalucía toma razón por parte de los nobles rebeldes. El tercer hijo del conde de Plasencia, Álvaro es nombrado prior de la Orden de San Juan de Jerusalén, en favor de los servicios prestados al rey Alfonso XII. Entre Pedro de Zúñiga y Juan Ponce de León, conde de Arcos, así como con Juan Alonso de Guzmán, Duque de Medina Sidonia, creció una rivalidad y en Sevilla se produjeron sangrientos tumultos entre conversos y cristianos viejos del 24 de julio al 11 de agosto de 1465.
Álvaro de Zúñiga, conde de Plasencia, y el maestre de la Orden de Alcántara, Pedro Girón, se dirigen con sus tropas a Sevilla y a fines de noviembre de 1465 los Zúñiga recogieron los solemnes juramentos de fidelidad al rey Alfonso XII por parte del conde de Arcos, duque de Medina Sidonia y del municipio sevillano. Diego López de Zúñiga, conde de Miranda, es nombrado corregidor de Sevilla, pero la ciudad logró imponer sus condiciones y él no logró posesionarse de su cargo.

## La guerra civil 1465 -1474
En el invierno del 1465 al 1466 la guerra civil degeneró en una completa anarquía. En agosto de 1466 los moderados de los nobles rebeldes deciden restituir la antigua liga y atraer al conde de Plasencia y al duque de Medina Sidonia, quienes en los últimos tiempos se habían apartado.
Por intermedio del arzobispo de Sevilla, Alfonso de Fonseca, se concertó una entrevista de reconciliación entre el rey Enrique IV y Álvaro de Zúñiga, conde de Plasencia, en Béjar en mayo de 1467. La entrevista no tuvo lugar, porque el pueblo de Madrid creía que se trataba de una celada y por temor a su rey se amotinó y no dejó salir al rey de Madrid.
Álvaro de Zúñiga se decide a fines del año 1467 aceptar el plan de paz del arzobispo de Sevilla y ofrece dar en su palacio de Plasencia un asilo seguro al rey. El rey Enrique IV llega a Plasencia el 28 de diciembre de 1467, siendo bien recibido por Álvaro de Zúñiga, y goza de su respaldo y hospitalidad por cuatro meses y le promete darle la villa de Trujillo. En enero de 1468 el conde de Plasencia no pudo tomar Trujillo debido a la resistencia de sus habitantes. La reconciliación de la Casa de Zúñiga con el rey introdujo la división de la nobleza. Desde abril de 1468 pertenecían al consejo del rey: el conde de Plasencia, el arzobispo de Sevilla y Pedro González de Mendoza.
Continúa la guerra civil en Castilla, debido a las indecisiones del rey Enrique IV respecto a su sucesión. Esta guerra dura hasta el 1474. El príncipe Alfonso de Castilla muere el 5 de junio del 1468.
El rey Enrique IV declara y jura en los Toros de Guisando a la princesa Isabel su hermanastra como su legítima sucesora el 19 de septiembre de 1468. El rey promete casar a la princesa Isabel con su consentimiento y mediando el consejo del marqués de Villena, del arzobispo de Sevilla y del conde de Plasencia. Los Infantes Alfonso e Isabel son los hijos del segundo matrimonio del rey Juan II de Castilla y León con la princesa Isabel de Portugal, prima del rey de Portugal, Alfonso V y de su hermana la reina Juana, esposa del rey Enrique IV. La reina Juana protesta en Buitrago el 24 de octubre der 1468 y no reconoce a la Infanta Isabel como sucesora.
El 30 de abril de 1469 otorgan los reyes Enrique IV de Castilla y Juan II de Portugal las capitulaciones para ajustar el matrimonio con la princesa Isabel. El rey de Portugal Juan II se ofrece por cédula del 2 de mayo de 1469 a acrecentar las Casas de Zúñiga, Fonseca, Pacheco, Velasco y Mendoza, a cambio, ellas le prometen su fidelidad, apoyo político y militar.
El rey Enrique IV asedia Trujillo, pero la ciudad se negó a incorporarse al señorío del conde de Plasencia Álvaro de Zúñiga. El rey le da en compensación por real cédula del 2 de noviembre de 1469 la villa y valle de Arévalo, que pertenecían a la madre de la infanta Isabel. Álvaro de Zúñiga tomó posesión de Arévalo el 7 de noviembre de 1469. Por real cédula del 20 de diciembre de 1469 le concede el título de duque de Arévalo.
La princesa Isabel, la futura reina Isabel I “la Católica”, se casa, sin consentimiento real, con el príncipe Fernando de Aragón, rey de Sicilia, el futuro rey de Aragón, como Fernando II “el Católico”, en Valladolid el 19 de octubre de 1469. El rey de Sicilia, Fernando, se obliga a ayudar a la princesa Isabel en sus derechos de sucesión de la corona de Castilla y León. El rey Enrique IV rehabilita a la princesa niña Juana como su legítima sucesora el 26 de julio de 1470 y celebra su desposorio con el duque de Guyena, hermano de Luis XI, rey de Francia, quién promete ayuda por los derechos de sucesión de la princesa niña Juana. El duque de Guyena muere el 25 de mayo de 1472.
En el verano de 1470 el rey Enrique IV reconoce el título de duque de Arévalo y un millón anual de renta en recompensación de no haber entregado Trujillo a Álvaro de Zúñiga, conde de Plasencia. En ese tiempo se decía: “Siempre fue norma de los Trastámaras hacer correr oro antes que la espada, corromper antes que herir”.
El duque de Arévalo extendió su influencia en Extremadura, colocando familiares en sitios claves. El ayuda al clavero de la Orden de Alcántara, Alonso de Monroy, en su sublevación contra el maestre de la Orden de Alcántara, Gómez de Solís. Álvaro de Zúñiga consiguió del papa una bula nombrando a su hijo Juan maestre de la Orden de Alcántara. Otro de sus hijos, Álvaro, obtuvo el priorazgo de la Orden de San Juan de Jerusalén, pero como el marqués de Villena, maestre de Santiago, válido del Rey Enrique IV tenía sus dominios fronterizos al priorazgo, el duque de Arévalo prometió no ayudar a su hijo. Desde entonces se afiló este hijo entre los partidarios de la princesa Isabel.
Álvaro de Zúñiga toma parte en la entrevista entre el rey de Castilla y León, Enrique IV, y el rey de Portugal, Alfonso V, celebrada en Ribera de Caya, entre Elvas y Badajoz, en mayo de 1472 con el objeto de acordar un tratado de paz. Pero no se obtuvo éxito. La liga nobiliaria, esta vez en favor del rey Enrique IV contaba en el verano de 1472 con el duque de Arévalo y el marqués de Villena, ahora válido por segunda vez. Juan Pacheco, maestre de la Orden de Santiago, marqués de Villena, válido del rey Enrique IV, acuerda con Álvaro de Zúñiga, duque de Arévalo, reconocer a su hijo Juan de Zúñiga y Pimentel como maestre de la Orden de Alcántara, pero en compensación debería ceder el duque de Arévalo sus derechos de señorío sobre Trujillo al marqués de Villena.
El rey don Enrique IV muere en Madrid el 11 de diciembre de 1474. Deja como sus testamentarios al primado de España, Pedro González de Mendoza, al marqués de Villena, Diego López Pacheco, al marqués de Santillana, Diego Hurtado de Mendoza, al condestable de Castilla, Pedro Fernández de Velasco, al duque de Arévalo, Álvaro de Zúñiga y Guzmán y al conde de Benavente, Rodrigo Alfonso Pimentel, y les mandó “que de la princesa Juana, su hija, se hiciese lo que ellos acordasen que se debía hacer”. Solo dos de los testamentarios reconocieron a la princesa Juana como sucesora: el duque de Arévalo, por la palabra dada y por temor a represalias por la villa de Arévalo, que había pertenecido a la madre de la princesa Isabel y el marqués de Villena, quién temía reclamaciones de los infantes de Aragón, por los feudos que de ellos tenía. Ellos son los defensores de un sistema de predominio nobiliario.
La casa de Zúñiga tenía posesiones en Béjar, Plasencia, Peñaranda de Duero, Arévalo y Burgos fuertemente armadas y era en esta zona omnipotente. Uno de los hijos del duque de Arévalo, Álvaro de Zúñiga y Manrique de Lara, prior de la Orden de San Juan de Jerusalén, estuvo al servicio de los Reyes Católicos, porque él culpaba a su madrastra, Leonor de Pimentel y Zúñiga, de la actitud rebelde de su padre, por el pleito en favor de su hijo Juan de Zúñiga y Pimentel de la maestría de la Orden de Alcántara. Por breve de 20 de febrero de 1472, Roma, el papa Sixto IV otorga el maestrazgo de la Orden de Alcántara a Juan de Zúñiga y Pimentel, niño de 13 años de edad. La investidura se realizó el 23 de enero de 1475 en la iglesia de Santa María de Almocóvar, Alcántara, jurando como maestre su hijo Juan y como administrador y gobernador general de la Orden de Alcántara el duque de Arévalo, Álvaro de Zúñiga. El duque de Arévalo administra la maestría de la Orden de Alcántara durante la minoría de su hijo Juan.

## La guerra de sucesión
La princesa Isabel, hija del rey de Castilla, Juan II, y de su segunda esposa la reina Isabel, princesa de Portugal, fue aclamada reina de Castilla en Segovia el 13 de diciembre de 1474.
El duque de Arévalo y el marqués de Villena trasladan a la princesa Juana de Madrid a Trujillo, donde es proclamada en marzo de 1475 como legítima sucesora del rey Enrique IV. El rey de Portugal, Alfonso V, decide tomar a Juana, niña de 13 años de edad, por esposa y reclama para sí la corona de Castilla. Los reyes católicos celebraban el 3 de abril de 1475 un brillante torneo en Valladolid con asistencia de la alta nobleza, cuando recibieron el mensaje del rey de Portugal Alfonso V, que era de facto una declaración de guerra.
El rey de Portugal, Alfonso V, entra con su ejército a Castilla a principios de mayo de 1475 y es recibido en Plasencia por el duque de Arévalo Álvaro de Zúñiga, su hermano el Conde de Miranda Diego López de Zúñiga, el conde de Ureña Juan Téllez Girón, Pedro Portocarrero, hijo del marqués de Villena y un grupo de amigos y parientes. Ellos proclaman en Plasencia a Alfonso y Juana como reyes de Castilla y León el 25 de mayo de 1475. El rey de Portugal, Alfonso V, desposa a Juana el 30 de mayo de 1475. Por real cédula del 24 de mayo de 1475, la reina Isabel I manda no sean obedecidos ni tenidos por señores de sus villas Álvaro de Zúñiga, Juan Pacheco, Rodrigo Girón y Juan Téllez Girón, por haber incurrido en el crimen de lesa majestad y ordena por real cédula del 10 de junio de 1475 el secuestro de los bienes del duque de Arévalo, por haberse pasado a la compañía del rey de Portugal.
El rey Alfonso V y su ejército toman Arévalo, donde Alfonso V pierde el tiempo analizando los planes de lucha. Se decide marchar a Toro y no a Burgos, como le pide el duque de Arévalo, para reforzar a su primo, Iñigo de Zúñiga y Avellaneda, alcaide del castillo-fortaleza de Burgos. Esta fortaleza pertenecía al señorío de la Casa de Zúñiga. Álvaro de Zúñiga, duque de Arévalo, libra con ayuda del rey de Portugal, Alfonso V, la batalla de Batanás victoriosamente el 18 de septiembre de 1475. El ejército portugués, después de la batalla de Batanás, regresó a Arévalo. En octubre de 1475 el rey Alfonso V y su ejército portugués se retiran a Zamora a instalar su cuartel de invierno, ignorando el aprieto de los Zúñiga en Burgos. El castillo de Burgos resiste más de cuatro meses al asedio dirigido por Alfonso de Aragón y al cabo de ellos su alcaide, Iñigo de Zúñiga y Avellaneda, se rinde y entrega el castillo de Burgos a la reina Isabel I «la Católica» el 28 de enero de 1476.
Pedro de Zúñiga y Manrique de Lara, primogénito del duque de Arévalo, buscó la reconciliación con los Reyes Católicos en diciembre de 1475. La reina Isabel I no hizo represalias a Iñigo de Zúñiga y Avellaneda, pero sí juró no darlo nunca más el castillo de Burgos a la Casa de Zúñiga y lo retornó a la corona de Castilla. La Casa de Zúñiga, descontenta con la poca ayuda prestada por el rey de Portugal, Alfonso V, quién dejó sucumbir el castillo de Burgos sin arriesgar una marcha de corta distancia a sus ejércitos, decide suspender las luchas y se mantiene a partir de enero de 1476 en una estricta neutralidad. La reina Isabel I da poder y facultad el 10 de enero de 1476 a Álvaro de Zúñiga y Manrique de Lara, hijo del duque de Arévalo y prior de la Orden de San Juan de Jerusalén, para hacer la guerra al rey de Portugal.

## Neutralidad del duque de Arévalo y pacto con la reina Isabel I
La batalla de Toro librada el 1.º de marzo de 1476 entre los ejércitos del rey de Portugal, Alfonso V, y los ejércitos de los Reyes Católicos, Isabel I y Fernando II, dio una gran victoria a los Reyes Católicos. El rey Alfonso V se retira y da fin a las luchas de la guerra civil.
La guerra civil fue para la Casa de Zúñiga una tremenda guerra familiar. Después de la batalla de Toro, toda la Casa de Zúñiga reconoce a los Reyes Católicos. Álvaro de Zúñiga y Guzmán, I duque de Arévalo, como pariente mayor de la Casa de Zúñiga, negocia con la reina Isabel I un pacto entre marzo y abril de 1476. La reina Isabel I tenía presente que los Zúñiga le habían prestado innegables servicios, que compensaban la rebelión inicial y no podían ser olvidados. Las capitulaciones con los Reyes Católicos fueron firmadas el 10 de abril de 1476. y confirmadas por juramento del 13 de abril de 1476 por los Reyes Católicos.
Los acuerdos principales del pacto entre la Casa de Zúñiga y la reina de Castilla, Isabel I, fueron:
- La Casa de Zúñiga debe de alzar pendones por los Reyes Católicos en todos sus dominios y guardar en adelante firme y leal fidelidad
- La reina Isabel I reclama el señorío de Arévalo, que antes le pertenecía a su madre
- Iñigo de Zúñiga y Avellaneda, alcaide del castillo fortaleza de Burgos, recibe una indemnización por la alcaidía y posesión del castillo así como una renta anual o señorío. El castillo de Burgos es revertido a la Corona de Castilla
- Juan de Zúñiga y Pimentel, hijo de los duques de Arévalo, quien ya poseía un nombramiento pontificio, es reconocido y confirmado como maestre de la Orden de Alcántara
- Fernando de Zúñiga y Pimentel, otro de los hijos de los duques de Arévalo, recibe beneficios eclesiásticos
- Devolver al duque de Arévalo todos sus cargos, oficios y rentas
- Conciertan enlazarse con las Casas de los Grandes, con los cuales los Zúñiga estuvieron en discordia (Velasco, Álvarez de Toledo, Mendoza)

El duque de Arévalo castellaniza el nombre del linaje conocido en el pasado como Stunica / Stúñiga / Estúñiga en Zúñiga.
El rey Alfonso V y su ejército abandonan Toro en mayo de 1476. La reina Isabel I permaneció en Tordesillas con su ejército vigilando la zona. Pedro de Zúñiga y Manrique de Lara, primogénito del duque de Arévalo, combate con los fieles a la reina Isabel I en las fronteras con Portugal y toma la dirección de la defensa de la frontera en la primavera del año 1476.
A fines del año 1476 se libran luchas terribles en Trujillo entre su hijo Juan de Zúñiga y Pimentel y los partidarios de don Alonso de Monroy por la maestría de la Orden de Alcántara. El duque de Arévalo, su padre, le ayuda y trata de tomar Trujillo. Alonso de Monroy trata de conseguir sus fines con ayuda del Rey de Portugal y se rebela en 1478.
Los Reyes Católicos declaran inalienable el mayorazgo de la Casa de Zúñiga en el año de 1477. Esta declaración ofrecía una garantía al primogénito de la casa de Zúñiga. El duque de Arévalo, conde de Plasencia, Álvaro de Zúñiga y Guzmán, después de haber sido ratificado el pacto con los Reyes Católicos, renuncia a la posesión de Arévalo el 25 de julio de 1480. Por real cédula del 1 de enero de 1480 de los Reyes Católicos se le concede los títulos de duque de Plasencia, conde de Bañares. Títulos rectificados por testimonio real del 16 de febrero de 1506. Por real cédula del 31 de diciembre de 1480 de los Reyes Católicos se le confirma el oficio de justicia mayor de Castilla. En las capitulaciones de 1480 con el duque de Plasencia acuerdan los Reyes Católicos cumplir con lo estipulado en las capitulaciones del año 1476 y añadir mejoras. Así como restituir las tierras del mayorazgo del duque de Plasencia en Sevilla y la fortaleza de Rodezno. Los Reyes Católicos confirman por real cédula del 6 de febrero de 1481 los privilegios y las mercedes otorgados a Álvaro de Zúñiga, duque de Plasencia.

## Últimos años
La reina Isabel I "la Católica" otorga en 1485 a Álvaro de Zúñiga, el título de duque de Béjar. El señorío de Béjar fue concedido por el rey Enrique III de Castilla en 1396 a su abuelo Diego López de Zúñiga.
Los duques de Plasencia y Béjar hicieron la promesa de levantar una iglesia y convento en honor de san Vicente Ferrer de la Orden de Predicadores, en Plasencia, quien implorado por los duques salvó la vida de su hijo Juan, quien años más tarde fue maestre de la Orden de Alcántara, arzobispo de Sevilla y primado de España. La construcción de la Iglesia convento se comenzó en 1477 y el 13 de abril de 1487 bendijo Fray Pedro de Villalobos, visitador general del obispado de Plasencia, la iglesia, claustro y capítulo de la iglesia y convento de San Vicente Ferrer de Plasencia de la Orden de los Predicadores de Santo Domingo de Guzmán. Los duques, personajes cultos del renacimiento, hicieron además instalar un colegio para remediar la ignorancia, que los hombres de Extremadura gozaban, más diestros en armas que en letras. Fue el primer colegio de Extremadura. Los alcaides de la fortaleza de Plasencia prestan pleito homenaje al duque de Plasencia en 1486 y 1488.
El duque de Plasencia y Béjar Álvaro de Zúñiga y Guzmán fallece en Béjar el 10 de junio de 1488. En su testamento del 21 de julio de 1486 ante los escribanos públicos Diego López de Ciudad Real, escribano de Plasencia y Juan González de la Puente, escribano de Béjar, deja como su sucesor a su nieto Álvaro II de Zúñiga y Guzmán, hijo de su fallecido primogénito Pedro de Zúñiga y Manrique de Lara. Los Reyes Católicos confirman el 10 de junio de 1488 la cédula real por la cual autorizan al duque de Plasencia y Béjar Álvaro de Zúñiga y Guzmán declarar sucesor de su casa, títulos y estados a su nieto Álvaro. El duque de Plasencia y Béjar Álvaro ordenó su enterramiento en la capilla mayor al lado del Evangelio de la iglesia de San Vicente Ferrer de Plasencia.